# Cytheroma dimorpha
Cytheroma dimorpha is een mosselkreeftjessoort uit de familie van de Cytheromatidae. De wetenschappelijke naam van de soort is voor het eerst geldig gepubliceerd in 1964 door Hartmann.